# Sebestyén (missziós püspök)

Boldog Sebestyén (950-970 között – 1036. december 20.)  a másodikként és ötödikként számontartott esztergomi érsek volt 1002 és 1007 között, majd 1012 után.

## Élete
A Hartvik-féle legenda szerint mint pannonhalmi szerzetes Szent István esztergomi érsekké tette, valószínűleg Domonkos vaksága után.
A legenda szerint ő maga is elvesztette látását, három évig tartó vaksága idején Asztrik kalocsai püspök helyettesítette. 1005-ben már meggyógyult, és ő szentelte fel a pannonhalmi apátság templomát. Asztrikot a pápa jutalmul pedig kalocsai érseknek nevezte ki. Személye vitatott, egyes elképzelések szerint azonos azzal a Radla nevű térítő szerzetessel, aki Prágai Szent Adalbert nevelője és munkatársa volt, és 995-től Géza udvarában élt szerzetesként, ez azonban a mai kutatások alapján kizárt. Ő építette a Szent Vitus-kápolnát az esztergomi várhegyen.
Ismeretlen időpontban boldoggá avatták, ünnepnapja: november 13.